# Perthia acutitelson
Perthia acutitelson is een vlokreeftensoort uit de familie van de Perthiidae. De wetenschappelijke naam van de soort is voor het eerst geldig gepubliceerd in 1964 door Straskraba.